# M1941 Johnson Rifle
L'M1941 Johnson Rifle fu un fucile semiautomatico americano azionato a corto rinculo progettato da Melvin Johnson alla vigilia della seconda guerra mondiale. Nel 1941 perse il confronto con l'M1 Garand per l'adozione di un nuovo fucile d'ordinanza per le forze armate statunitensi.

## Storia

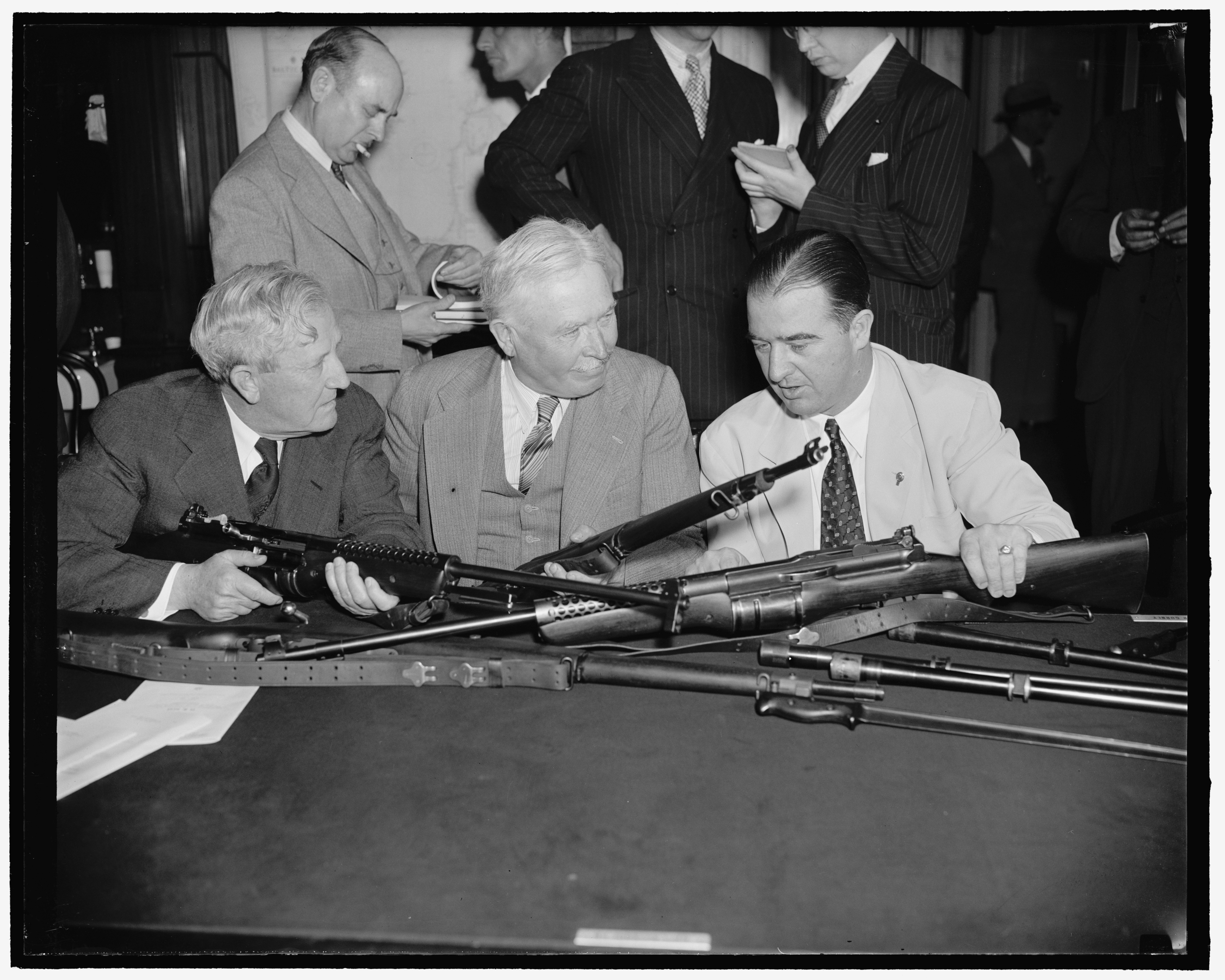
Da sinistra a destra, il senatore M. Sheppard, il maggiore G. A. Lynch e il senatore A.B. Chandler ispezionano un fucile M1941

Melvin Johnson si batté accanitamente per l'adozione del suo fucile da parte dell'esercito americano. Tuttavia, dopo test limitati e poco seguiti, l'esercito rifiutò l'M1941 Johnson i favore del più semplice M1 Garand della Springfield Armory. Il primo ordine per il fucile venne dall'Olanda, con lo scopo di equipaggiare il KNIL (Koninklijk Nederlands Indisch Leger, 'esercito olandese per le indie orientali') ma l'invasione giapponese del sud-est asiatico impedì la consegna di tutti gli esemplari. Anche il Corpo dei Marines, ancora non equipaggiato con i Garand riservati all'esercito, si trovò nella necessità di adottare un fucile semiautomatico e comprò diversi esemplari dalla Compagnia Olandese delle Indie Orientali. Secondo i rapporti, il fucile si dimostrò affidabile nei combattimenti nel Pacifico.
L'arma numerata A0009 fu fornita al capitano Robert Hugo Dunlap che la usò nello sbarco a Iwo Jima a partire dal 19 febbraio 1945. Insignito della Medal of Honor, il capitano dichiarò di aver trovato nel fucile un ottimo "compagno" che gli aveva permesso di salvare la vita a diversi suoi commilitoni.
Nonostante le ripetute richieste da parte del Corpo dei Marines per l'adozione del fucile il Johnson non ebbe mai il supporto della U.S. Army Ordnance che aveva già investito ingenti capitali nello sviluppo e perfezionamento del Garand. La mitragliatrice M1941 Johnson ebbe leggermente più fortuna, trovando ottimi sostenitori tra para-marines e forze speciali. Inoltre, nell'aprile 1944, gli Stati Uniti offrirono 10.500 fucili e 1.500 mitragliatrici Johnson ai soldati della Francia Libera. Queste armi provenivano tutte dalle scorte mai consegnate agli olandesi e che erano state acquistate dal governo americano per evitare il fallimento delle fabbriche produttrici.
Alla fine del 1946, l'Argentina espresse il proprio interesse nelle armi di Johnson e così Melvin Johnson produsse un prototipo denominato Model 1947 Auto Carbine, una variante semiautomatica non del fucile ma della mitragliatrice, alimentata però tramite un caricatore rotante analogo a quello del fucile. Nessuno degli acquirenti si dimostrò però soddisfatto del progetto e l'arma rimase a tutti gli effetti un prototipo mai prodotto in serie. Il dopoguerra non fu clemente con Johnson, che dichiarò bancarotta agli inizi del 1949. Dopo aver declinato l'acquisto del Model 1947, l'Argentina procedette a produrre una copia senza licenza dell'M1941 Johnson, con la denominazione FMA VF-1.
Dopo la bancarotta, Johnson continuò ad occuparsi di armi, senza però mai riaprire una propria azienda. Nel 1955 gli fu chiesto di assistere la Fairchild-ArmaLite nella promozione (poi rivelatasi infruttuosa) del nuovo AR-10 di Eugene Stoner. In seguito fu consulente per lo sviluppo dell'innovativo AR-15 (poi adottato come M16) che riprendeva molte delle caratteristiche delle armi di Johnson tra cui l'otturatore del fucile e l'idea di posizionare le meccaniche dell'arma in asse con il calcio, riducendo così la percezione del rinculo da parte dell'operatore. L'ultima sua "avventura" postbellica fu lo sviluppo di una versione in 5,7 mm della Carabina M1, soprannominata Spitfire.
Nel 1961 i Johnson furono rispolverati e forniti alla Brigata 2506 durante l'attacco alla Baia dei Porci contro Fidel Castro.

## Descrizione
Il fucile M1941 impiegava l'energia del rinculo per riarmare. Mentre il proiettile e i gas lasciavano la canna, veniva esercitata una pressione sulla testa dell'otturatore ancora vincolata alla canna. A questo punto, la canna e l'otturatore arretravano insieme per un breve tratto fino a che il proiettile non avesse lasciato la canna facendo calare la pressione nella culatta. La canna si arrestava (colpendo una sporgenza nel castello) svincolando l'otturatore che invece procedeva la sua corsa all'indietro per inerzia fino al completo riarmo. Lo svantaggio di questo sistema era la sua inaffidabilità una volta montata la baionetta. Il peso aggiuntivo infatti poteva ridurre la corsa all'indietro della canna, impedendo la continuazione del cilo di riarmo e obbligando l'operatore ad azionare manualmente l'arma.
L'arma era dotata di un caricatore integrale rotante da 10 colpi da ricaricare con due stripper clip da 5 colpi (quelle usate nel vecchio M1903) e un calcio realizzato in due pezzi (separati al centro dal caricatore).
Il sistema presentava sicuramente dei vantaggi sul Garand, tra cui un minore rinculo e un caricatore più capiente. Sfortunatamente, il sistema a corto rinculo generava un'eccessiva dispersione verticale dei colpi che non venne mai "curata" nel periodo di produzione e l'uso di baionette (ritenuto ancora all'epoca fondamentale) generava problemi per via del peso aggiunto alla canna. Senza menzionare le numerose parti di piccole dimensioni che finivano spesso perse durante lo smontaggio dell'arma per le normali operazioni di manutenzione. In generale, si tende a considerare il fucile di Johnson meno affidabile del Garand, ma si tratta di un giudizio che non trova conferma assoluta da parte di coloro che abbiano usato entrambe le armi in combattimento.
Caratteristica tipica del lavoro di Johnson era la sua abitudine di affibbiare alle armi dei nomginoli. Betsy, Emma, Bertha e Daisy Mae sono alcuni dei più famosi. L'origine di questi soprannomi non è mai stata spiegata dallo stesso Johnson ma si possono avanzare ipotesi piuttosto solide sulla loro concezione. Il famoso avventuriero Davy Crockett aveva soprannominato il suo fucile Old Betsy, e fu proprio questo ad ispirare Johnson per la sua arma. Il nome Emma per la mitragliatrice potrebbe essere invece ispirato al nomignolo con cui gli inglesi storpiavano la sigla MG (machine gun) durante il Primo conflitto mondiale, usando al suo posto il nome Emma Gee. Il cannone antiaereo da 20 mm si guadagnò il nomignolo Bertha in onore probabilmente dell'impressionante obice tedesco 42 cm M-Gerät 14 L/12, soprannominato Grande Bertha in onore della moglie del progettista Gustav Krupp. La carabina automatica, soprannominata Daisy Mae, prendeva invece probabilmente ispirazione dalla ragazza protagonista della striscia a fumetti Li'l Abner.

## Utilizzatori
- Cile[9]
- Cuba[10][11]
- Francia[5]
- Paesi Bassi[9]
- Stati Uniti[9]